# 4935 Maslachkova
4935 Maslachkova је астероид главног астероидног појаса са средњом удаљеношћу од Сунца која износи 2,195 астрономских јединица (АЈ).
Апсолутна магнитуда астероида је 13,6.